# 圣日耳曼-尼埃勒
圣日耳曼-尼埃勒（法語：Saint-Germain-Nuelles，法語發音：[sɛ̃ ʒɛʁmɛ̃ nɥɛl]）是法国罗讷省的一个市镇，属于索恩河畔自由城区。该市镇于2013年由原市镇圣日耳曼-叙拉尔布雷勒和尼埃勒合并而成。

## 地理
圣日耳曼-尼埃勒（45°51'8"N, 4°36'40"E）面积8.54 平方千米，位于法国奥弗涅-罗讷-阿尔卑斯大区罗讷省，该省份为法国中东部省份，北起顺时针与索恩-卢瓦尔省、安省、里昂大都会、伊泽尔省和卢瓦尔省接壤。
与圣日耳曼-尼埃勒接壤的市镇（或旧市镇、城区）包括：谢西、拉尔布雷勒、勒布勒伊、比利、沙蒂永。
圣日耳曼-尼埃勒的时区为UTC+01:00、UTC+02:00（夏令时）。

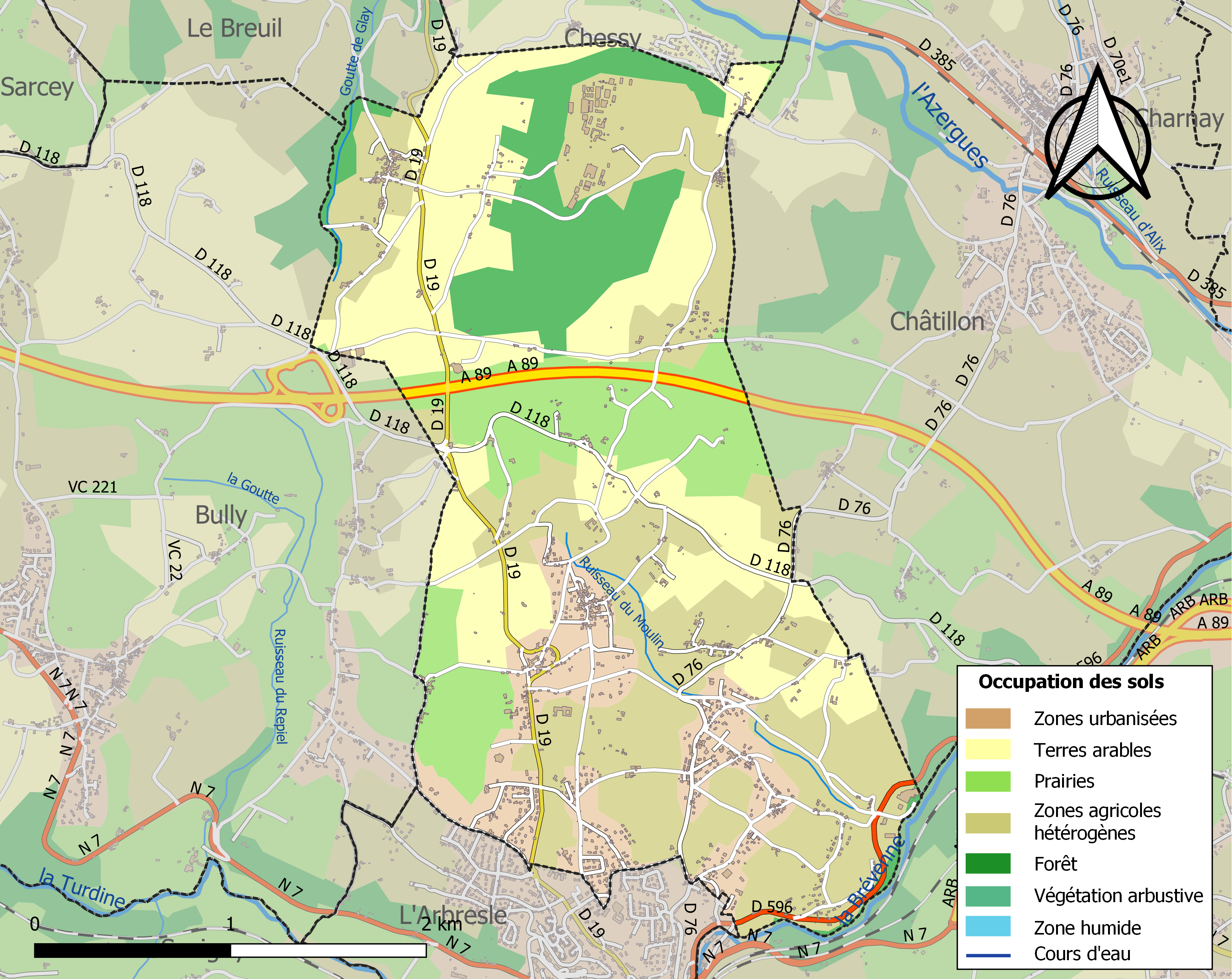
圣日耳曼-尼埃勒的OSM定位图

## 行政
圣日耳曼-尼埃勒的邮政编码为69210，INSEE市镇编码为69208。

## 政治
圣日耳曼-尼埃勒所属的省级选区为瓦勒德万县。

## 人口
圣日耳曼-尼埃勒于2022年1月1日时的人口数量为2252人。